# FN SLP
FN SLP (англ. Self-Loading Police) — самозарядна рушниця 12-го калібру створена бельгійським підприємством FN Herstal. Автоматика працює за рахунок відведення порохових газів. FN пропонує чотири моделі рушниці: SLP Standard, SLP Mark I, SLP Tactical та SLP Mark I Tactical. Серія рушниць SLP була представлена широкому загалу в 2008 році, визнана «Рушницею 2009 року» за версією журналу American Rifleman.
SLP має додаткове кріплення MIL-STD-1913 (рейка Пікатінні) а також регульований приціл. Зусилля спуску гачка коливається від 28 до 33 Ньютонів. Кнопка запобіжника знаходиться позаду спускового гачка. FN стверджує, що з рушниці SLP «можливо зробити вісім пострілів за одну секунду».
В комплекті з рушницями SLP йде пристрій блокування з ключем, знімні чоки, циліндри газового механізму (один для важких набоїв і один для легших набоїв), керівництво користувача. Тактична модель має три змінних підкладки під щоку та амортизатори відбою на затильнику прикладу.